# 乔治·林肯·洛克威尔
乔治·林肯·洛克威尔（英語：George Lincoln Rockwell，1918年3月9日—1967年8月25日），是美国政治家和新纳粹支持者。1959年，他从美国海军退役，成立了美国纳粹党 。
洛克威尔否认对犹太人的大屠杀，并认为马丁·路德·金是受犹太共产主义者诱惑以统治白人的工具，认为民权运动是犹太人发动的。他认为希特勒是二十世纪的白人救世主，并认为黑人是原始且游手好闲的种族，并且支持通过一些手段在非洲成立一个国家并将美国的黑人迁至非洲。它支持黑人民族主义，主张完全的种族隔离，并加入了世界民族主义者联盟组织。
1967年8月25日，洛克威尔在离开一家洗衣店时被约翰·帕特勒謀杀。

## 早年生活
洛克威尔出生在伊利诺伊州的布卢明顿，父母都是演员。在他六岁时父母离婚，洛克威尔随母亲来到大西洋城，在大西洋城就读中学，在申请哈佛大学失败后，他通过父亲的关系到了缅因州的希伯伦中学（Hebron Academy），后来又转到了布朗大学， 攻读哲学专业。
在他大二的时候，他退学并参加了美国海军，并且成为了一名飞行员，曾在多艘航空母舰上服役。他在1943年第一次结婚。
战后，他曾在纽约的普瑞特艺术学院学习，在此期间为美国癌症协会做的广告获得了一等奖，得到了1000美元的奖励。之后他回到了缅因州，并开设了一家广告公司。
1950年，由于朝鲜战争的爆发，洛克威尔再次入伍，在加利福尼亚州的圣迭戈担任飞行员教官。在此期间他成为了休伊·朗和约瑟夫·麦卡锡的支持者，并且支持麦克阿瑟将军参选总统，在此期间他也和麦克阿瑟将军一样爱上了烟斗。1951年，他阅读了《锡安长老议定书》和希特勒的自传《我的奋斗》。
1952年，他被派遣到冰岛的一处空军基地，并且和妻子离了婚。洛克威尔在雷克雅未克的一个晚宴上认识了驻美国大使的侄女玛格丽特·罗拉·哈格里姆森，并且在1953年结婚。后来，在1957年时，由于他被认为是美国最极端的种族主义者，他的岳父将他的妻子带回冰岛，并迫使她于洛克威尔离婚，后于1963年再婚。

## 政治生涯
洛克威尔于1955年移居华盛顿特区，在1958年，他和反犹主义者哈罗德·诺埃尔·艾罗史密斯联合组织了目标美国从犹太统治下解放出来的全国委员会。
1959年，他搬家到弗吉尼亚州的阿灵顿，并且在阿灵顿创立了世界自由企业全国社会主义者联盟，并与1959年12月将该党派改名为美国纳粹党。由于他和和美国官方的政治见解多有分歧，1960年他被美国海军强制性退伍。
1960年4月3日，他在华盛顿发动演讲宣传他的反犹思想，并计划在纽约展开第二次演讲。在纽约市长罗伯特·瓦格纳拒绝了他的演讲请求后，他向法院上诉且接受了记者里斯·舍恩菲尔德的采访，并获得了1960年7月4日在纽约举行演讲的权利，不过在那一天洛克威尔却被警察逮捕。洛克威尔希望警察对他启动正常的审判程序，可是他没有被审判而是被送往疯人院治疗了30天，在被疯人院放出后，他出版了一本标题为“如何摆脱疯人院”的小册子。
1962年夏季，洛克威尔受邀前往英国，在英国他与當地的新纳粹分子科林·乔丹等人组织了世界民族主义者联盟。
在1964年美国总统选举中 ，洛克威尔参加了海选，并获得了212票。他在1965年弗吉尼亚州州长选举中独立竞选 ，获得5,730票，占总票数的1.02％，在四位候选人中排名倒数第一。
1966年，洛克威尔组织了反对马丁·路德·金的游行，并提出了“白色力量”这一口号。在自由乘车运动时，洛克威尔购买了一辆麵包車，并称其为“仇恨巴士”，根据 FBI 关于美國納粹黨的报告，这辆面包车在发生贷款违约后被收回。他参加了伊斯兰国家运动的集会，并且和以利亚·穆罕默德和麥爾坎·X保持很好的关系。

## 死亡
1967年8月25日，洛克威尔在离开位于弗吉尼亚州阿靈頓的一家洗衣店时被枪杀，死亡现场离他住的地方不远。刺客约翰·帕特勒曾被开除出党，原因是他曾在刊物中颂扬马克思主义。
洛克威尔78岁的父亲听到儿子去世的消息后说：“我一点也不感到惊讶。我很久之前已经有這一预感了。”
由于洛克威尔是一名退伍軍人，因此被批准可以葬在弗吉尼亚州的庫爾佩珀國家公墓，但墓地规定不能展示納粹标志，当50名送葬者违反这些规定时，墓地的入口被封锁，双方僵持了5个小时，期间停在墓地附近铁轨上的灵车差点被驶来的火车撞倒。第二天，洛克威尔的尸体被秘密火化。

## 影視形象
在2015年亞馬遜公司出品的電視劇《高堡奇人》中，洛克威爾在第三季登場並被描繪為大納粹帝國控制下的「北美帝國大元帥」，是納粹美國的國家元首。該角色由美國男演員大衛·福爾飾演。

## 外部連結
维基共享资源上的相關多媒體資源：乔治·林肯·洛克威尔